# Paisajismo

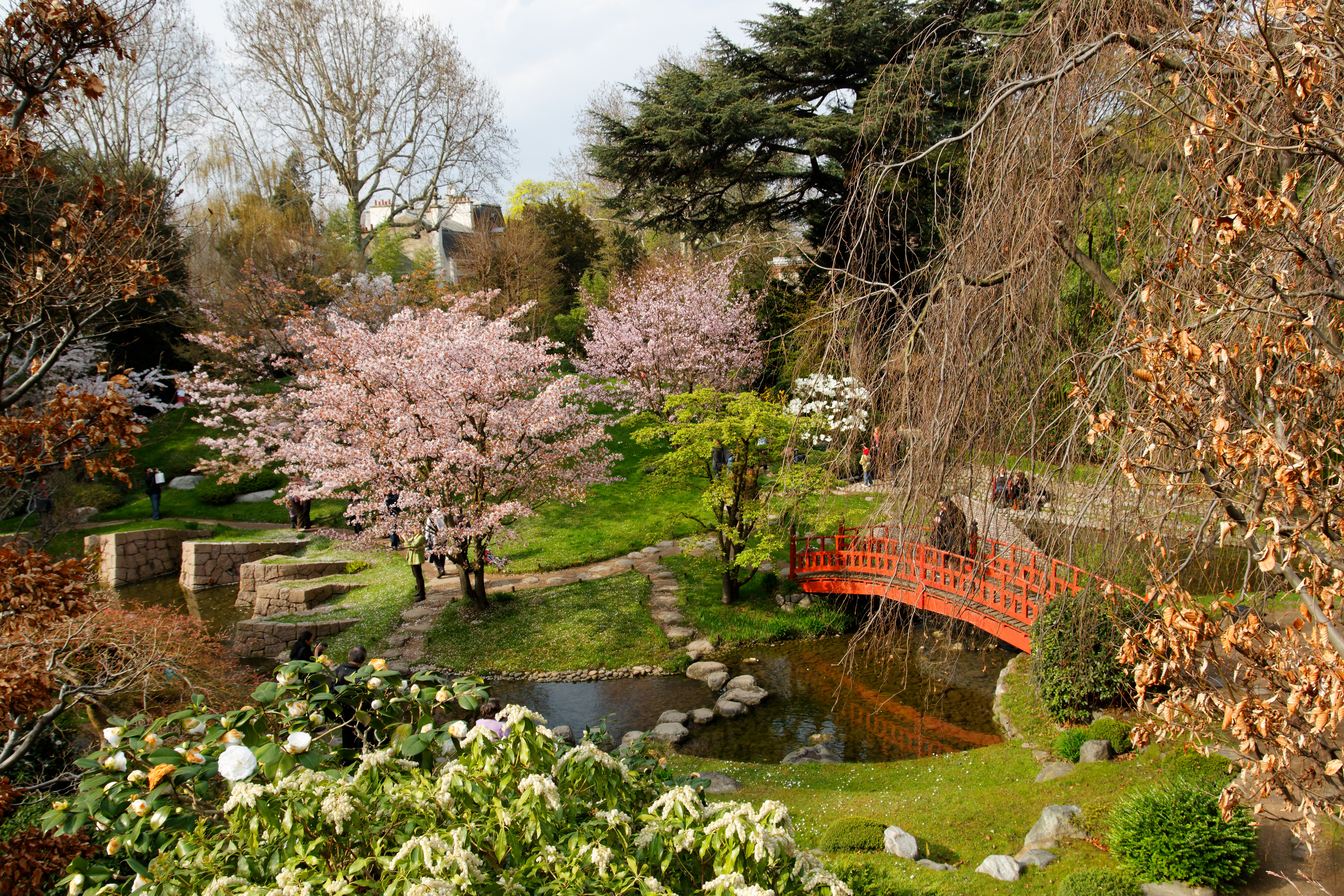
Jardín japonés, en el Museo Departamental Albert-Kahn.

El paisajismo es la actividad destinada a modificar las características visibles, físicas y anímicas de un espacio, tanto rural como urbano, entre las que se incluyen: los elementos vivos, tales como flora y fauna, lo que habitualmente se denomina jardinería, el arte de cultivar plantas con el propósito de crear un bello entorno paisajístico; los elementos naturales como las formas del terreno, las elevaciones o los cauces de agua; los elementos humanos, como estructuras, edificios u otros objetos materiales creados por el hombre; los elementos abstractos, como las condiciones climáticas y luminosas; y los elementos culturales.
El término paisaje deriva etimológicamente del francés pays (país), que refiere a una región, y del sufijo "aje" que le confiere acción al término. Paisajismo refiere a la acción de hacer País, al sentido de pertenencia, a la identidad de los habitantes conferido por el entorno del que provienen. Tal es la relevancia de este concepto que históricamente y aún en nuestros días, ser desterrado, deportado e incluso inmigrante es una condición de desarraigo que produce aflicción. A diferencia de la corriente del arte con el mismo nombre, el paisajismo moderno no solo recurre a lo visual sino a la multidimensionalidad del mismo: alto, ancho, profundidad y tiempo.
El paisajismo es tanto arte como ciencia y requiere buenas dotes de observación y habilidades de diseño, así como planificación, creatividad, organización e imaginación. También puede definirse como un proceso racional por el cual el hombre utiliza la naturaleza como herramienta para expresarse, al mismo tiempo que obtiene diversos beneficios. Se trata de un concepto que engloba en pequeñas proporciones partes de múltiples disciplinas tales como agronomía, arquitectura, sociología, ecología, arte, etc., para tratar los espacios teniendo en cuenta tanto el volumen de este como el factor tiempo; ya que se trabaja con seres vivos y estos tienen procesos.
El paisaje está tan arraigado en  nosotros que forma parte de nuestra historia y de nuestra cultura. La necesidad de las personas de volcarse a ella es cada vez mayor, ya sea por controlar la contaminación, como efecto desestresante en contraste con las grises y aceleradas urbes, como recreación, o bien para tratar de conservar la belleza y la diversidad existentes. Ya no se trata solo de contemplar, sino también de experimentar y vivir en forma sana y equilibrada.
El paisaje también se puede definir como un conjunto de determinaciones socioculturales, producto de una serie de procedimientos perceptivos que realiza el ser humano en cierto territorio, en consonancia con sus necesidades y expectativas espaciales experimentadas en el mismo, estos representarán su individualidad como grupo humano y transformarán el territorio cargándolo de significado, lo que catalogará al paisaje no solo con una relación estrictamente material sino que le confiere características espirituales. 

## Breve reseña histórica
Si bien el origen del paisajismo tal y como lo conocemos hoy en día surge a partir de los conflictos ecológicos-sociales producto de la Revolución Industrial, la consciencia de la estrechez de la relación del hombre con la naturaleza existe desde siempre, uno de los registros escritos más antiguos es el Jardín del Edén en la Biblia donde se denota la afinidad del "verde" con la "inocencia", un ejemplo destacado ya que expone la necesidad psíquica del dominio del ser humano sobre la naturaleza, la que le provee de sustento y armonía, rodeado por murallas que lo protegen.
En primer lugar, los jardines urbanos tenían por objetivo proveer de ciertos alimentos y plantas medicinales en porciones limitadas de tierra que se hallaban a resguardo en castillos y monasterios que pretendían autoabastecerse, ya fuera por seguridad o bien para dedicarse únicamente a la contemplación religiosa sin distracciones externas que caracterizó a la época Medieval, cada planta poseía un valor simbólico y eran cultivadas por los monjes: Las rosas representaban el amor de Dios, las Azucenas la pureza virginal, el Manzano era el pecado original, las Fresas o Frutillas la santísima trinidad porque poseían hojas trifoliadas, claro está que no hubiera sido posible llegar a esta instancia si no fuera por los conocimientos acumulados en cuanto al cultivo y divinidad sobre la vegetación y uso del agua que heredaron Egipcios, Persas, Griegos, Romanos y Musulmanes. Con el crecimiento desordenado de la ciudad Medieval, el deficiente estado sanitario dio origen a las pestes y en consecuencia al olor fétido por la fermentación de los cuerpos y desechos en las calles que no alcanzaban a ser higienizadas, fue a partir de esto que las plantas aromáticas cobraron énfasis. 
Luego de la Edad Media vendría el Renacimiento provocando una mayor expansión en el terreno de estos jardines y haciendo más hincapié en la búsqueda del deleite y el goce, pero siempre con límites marcados y accesible únicamente para la nobleza.
Tal fue el valor que adquirió el jardín, que poseerlo denotaba poderío, ejemplo máximo son los jardines de Versalles en Francia, gigantescas extensiones de tierra hasta donde alcanzara la vista, con chorros de agua desafiando la fuerza de gravedad y especies vegetales recortadas perfectamente con formas precisas y a una altura que diera a entender que no había nada por encima ni más allá que el poder del Rey. 
Todo noble que se dignara de serlo debía poseer un jardín con el estilo que Le Notre había diseñado para el Rey Luis XIV entre los años 1613 y 1700. Europa se vio invadida hasta el exceso de jardines geométricos con parterres, fuentes y esculturas, fue por política que los ingleses reaccionaron planteando un estilo totalmente opuesto, un estilo que rescató las líneas orgánicas de la naturaleza, los lagos, las especies creciendo en todo su esplendor, pero aunque en apariencia era salvaje en la realidad era planificado.
Concepto totalmente opuesto fue el que adoptaron los orientales, distinta ubicación en el globo terráqueo, distinta cultura y forma de ver el mundo, por ende era diferente como asimilaron su contexto. Buscar un lugar armónico, con bella vegetación exuberante y planificar la vivienda a partir de ello, respetando las escenas que componía la naturaleza, imágenes que se calculaban serían vistas por el frente o una ventana, y finalmente la implementación de un espacio concedido a la meditación, esto fue el jardín Japonés. 
Fue con la revolución francesa y el nuevo modelo de democracia, que aquellos jardines destinados a unos pocos fueron abiertos para el pueblo dando origen a los parques públicos.
La necesidad del hombre de abocarse hacia áreas más verdes y provistas de servicios que lo satisfagan es un hecho vigente, al final se arribará a buen puerto, pero para ello es necesario que en nuestro hoy se elaboren análisis más profundos que conlleven observación y educación que trascienda por generaciones, ya que el proceso constructivo de las ciudades es largo, hereditario y multitudinario, no puede quedar relegado a solo un sector social. Comprender las necesidades de la naturaleza es comprendernos a nosotros mismos en múltiples aspectos, porque en definitiva aún con nuestro grado de evolución no dejamos de ser parte del conjunto que la conforma.